# Antimetabòlit
Un antimetabolit és una substància química que la inhibeix l'ús d'un metabolit, que és una altra substància química que forma part del metabolisme.
Aquestes substàncies solen tenir una estructura similar al metabòlit amb el qual interfereixen, com els antifolatss que interfereixen amb l'ús de l'àcid fòlic; així, es pot produir inhibició competitiva i la presència d'antimetabolits pot tenir efectes tòxics sobre les cèl·lules, com ara aturar el creixement cel·lular i la divisió cel·lular, de manera que aquests compostos són utilitzat en quimioteràpia per al càncer.

### Tractament del càncer
Els antimetabòlics es poden utilitzar en el tractament del càncer, ja que interfereixen amb la producció d'ADN i, per tant, amb la divisió cel·lular i el creixement del tumor. Com que les cèl·lules canceroses passen més temps dividint-se que altres cèl·lules, la inhibició de la divisió cel·lular perjudica les cèl·lules tumorals més que altres cèl·lules. Els fàrmacs antimetabòlics s'utilitzen habitualment per tractar la leucèmia, els càncers de mama, d'ovari i del tracte gastrointestinal, així com altres tipus de càncers. En el Sistema de classificació química anatòmica terapèutica els fàrmacs contra el càncer antimetabòlits es classifiquen sota L01B.
Molts antimetabòlits són útils en el tractament de Malalties, com les sulfonamides, el metabolisme Bacterià s'aplica en patiments microbians i altres afeccions com diversos tipus de càncer, on es fan servir els antimetabòlits metotrexat i Fluorouracil.